# Přední Výtoň
Přední Výtoň (německy Vorder Heuraffl) je obec v okrese Český Krumlov v Jihočeském kraji. Leží na pravém břehu vodní nádrže Lipno; její území sahá až po státní hranici s Rakouskem. Obec se nachází v nadmořské výšce 755 m n. m. na pravém břehu Lipenské přehrady, která byla vybudována jako součást tzv. vltavské kaskády v letech 1952–1959.
Nachází se cca šest kilometrů od Lipna nad Vltavou (obec nad hrází Lipenské nádrže), kde je koncová stanice železniční trati Rybník – Lipno nad Vltavou. 4 km od Frýdavy (převoz do obce Frymburk přes nádrž), 8 km od české, nejvýše položené zříceniny hradu Vítkův kámen (nazývané také Hrádek, 1035 m n. m.) a 5 km od hranice s Rakouskem (hraniční přechod Guglwald). Žije zde 190 obyvatel.
Obec je vyhledávaným a atraktivním letním i zimním turistickým cílem. Je zde několik hotelů a penzionů a mnoho rekreačních chat a zařízení. Mnohaletou tradici v obci má sbor dobrovolných hasičů a sportovní oddíl metané. V rámci projektů EU určených k rozvoji turistického ruchu byla od hráze Lipenské nádrže do obce Přední Výtoň vybudována asfaltová cyklistická stezka, která kopíruje břeh jezera a je vyhledávaným cílem nejen cyklistů a pěších, ale také milovníků in-line bruslení.

## Název
Za více než sedm století existence obce se několikrát změnil její název. Od roku 1491 nesla obec název Heuraffl, v roce 1498 byl uváděn název Haraffeltal, v letech 1584 a 1592 prameny uvádějí Hayraffl, v roce 1841 Vorder – Heuraffel, v roce 1848 Heyrov a v roce 1893 byl uváděn název Hejrov. Po první světové válce dostala obec jméno Přední Výtoň. Termínem „výtoň“ bylo označováno místo, kde se z vorů plavených po Vltavě vytínalo dřevo jako celní poplatek. Název „Na Vejtoni“ byl užíván již v mapách Království českého.

## Historie
První písemná zmínka o obci pochází z roku 1377 a je spojena s německým názvem Heuraffl (též Hejrov), v překladu z němčiny „lesní chýše“. Tehdy to bylo sídlo poustevníků, snad uherského mnišského řádu paulínů. Ti se podle urbáře z roku 1379 v místě dnešní obce usazovali pravděpodobně v letech 1357–1384 a v odloučení od civilizace zde skromně žili a pracovali. Později se usadili v Heurafflu také poustevníci řádu sv. Antonína a v roce 1491 papež Inocenc VIII. svým rozhodnutím oběma řádům umožnil, aby se spojily a začaly společně stavět kostel a klášter. Papež později vydal odpustky pro každého, kdo navštívil Heuraffl a přispěl na stavbu kostela a kláštera. Poustevníci získali časem značný majetek (louky, lesy a statky), který obhospodařovali. Po roce 1528 začal poustevnický řád upadat a od roku 1548 se klášter dostal pod správu cisterciáckého kláštera ve Vyšším Brodě. Poslední písemná zmínka o přítomnosti poustevníků v Heurafflu pochází z roku 1556. V 18. století se Přední Výtoň stala dřevařskou osadou.
V letech 1938 až 1945 bylo území obce v důsledku uzavření Mnichovské dohody přičleněno k Německé říši jako součást župy Oberdonau. 

### Zaniklá sídla
V 50. letech 20. století zanikla v nynějším obvodu obce tato sídla: Dolní Hraničná, Horní Hraničná, Horní Ureš, Jasánky, Kaplické Chalupy, Linda, Lindské Chalupy, Mezilesí (něm. Multerberg), Multerberské chalupy, Muckenschlag, Otov,  Pernek (něm. Bernek), Rožnov (něm. Rosenau), Růžový Vrch  (něm. Rosenhügel), Rychnůvek, Zadní Výtoň.
Západně od osady Svatý Tomáš lze najít místo, kde stávala obec Rychnůvek neboli Německý Rychnov (Deutsch Reichenau) (745 m). O obci jsou zmínky už ze 13. století. Kostel byl v roce 1384 farní, v roce 1738 děkanský; patřilo k němu 16 osad. Pošta zde byla od roku 1893. Před druhou světovou válkou v Rychnově, který neoficiálně byl označován jako městečko, žilo 330 obyvatel. V obci byla čtyřtřídní škola. Po roce 1945 bylo německé obyvatelstvo vystěhováno, domy byly postupně zbořeny. Zásluhou likvidačního komanda ministerstva vnitra vylétl 9. června 1959 do povětří i rychnovský kostel. Místo, kde kostel stával, je nyní označeno velkým křížem.

### Historie místní školy
Německá škola. V roce 1785 byla v obci založena samostatná farnost a škola. V původně jednopatrové budově byla organizována výuka ve dvou třídách. Se zvyšujícími se nároky na vzdělávání a narůstajícími problémy s místem došlo kolem roku 1870 k přestavbě budovy v neoklasicistním stylu. Na původní budovu je přistavěno další patro a k dispozici je nová učebna. V období let 1870–1939 navštěvovalo školu průměrně 120 až 180 dětí ročně. Až do roku 1945 byla škola výhradně německá. O tom svědčí i dochované, pečlivě vedené školní kroniky z let 1909–1935, psané v němčině. Odsun německého obyvatelstva po válce znamenal také přerušení vyučování. V době divokých odsunů navštěvovali žáci školu ve Frymburku nebo ve Vyšším Brodě.
Česká obecná škola byla v Přední Výtoni otevřena 1. září 1947. Zpočátku bylo její uspořádání jednotřídní, ale o jejím fungování až do roku 1951 existují jen velmi stručné informace. Prvním ředitelem české školy se stal Vlastimil Mertl. V roce 1950 byla do vedení školy dosazena Vlasta Schreibová, která dojížděla z Frymburku. Ta byla ve funkci ředitelky nahrazena Martou Voslářovou. V roce 1954 přišel do Přední Výtoně z okresu Znojmo Otakar Kamarád a vykonával funkci ředitele 7 let. Novým ředitelem se stal Karel Štix, který působil dva roky na ZDŠ v Rožmitále na Šumavě. Spolu s manželkou Jaroslavou učili ve škole od roku 1962. Z důvodu nedostatku žáků odešel Karel Štix v roce 1994 učit do Loučovic a poté byl až do důchodu ředitelem ZŠ na Lipně. Ředitelkou byla až do zrušení školy v roce 2001 Jaroslava Štixová. Mezi lety 1947–2001 navštěvovalo školu cca 1600 žáků. Škola v obci existovala 216 let.

### Zajímavost z kulturní historie Přední Výtoně
Heidschi Bumbeitschi (Hajčí bumbajčí) je původní název anonymu z 18. století. Jedná se o vánoční píseň – ukolébavku, jejíž nápěv a dvě sloky textu vznikly právě v tehdejší obci Heuraffel (později Přední Výtoň). Tato píseň se stala ve 2. polovině 20. století jednou z nejoblíbenějších a nejznámějších vánočních písní v období Adventu v sousedním Rakousku a Německu. Ukolébavku proslavil po celé Evropě především nizozemský zpěvák Heintje Simons, který ji nazpíval a vydal v roce 1968 na svém vánočním albu. V následujícím roce bylo v Evropě prodáno více než 10 milionů desek s touto písní. Heidschi Bumbeitschi převzali do svého repertoáru také slavní operní pěvci J. Kaufmann, Plácido Domingo nebo Montserrat Caballé.

## Přírodní poměry
Obec se nachází na území Chráněné krajinné oblasti Šumava, evropsky významné lokality Šumava a ptačí oblasti Šumava. Na území obce jsou přírodní rezervace Ježová, Otov, Otovský potok, Rožnov, Spáleniště a Světlá a přírodní památky Jasánky, Multerberské rašeliniště a Svatý Tomáš.

## Obyvatelstvo
| Rok            | 1869  | 1880  | 1890  | 1900  | 1910  | 1921  | 1930  | 1950 | 1961 | 1970 | 1980 | 1991 | 2001 | 2011 | 2021 |
| -------------- | ----- | ----- | ----- | ----- | ----- | ----- | ----- | ---- | ---- | ---- | ---- | ---- | ---- | ---- | ---- |
| Počet obyvatel | 3 673 | 3 711 | 3 404 | 3 352 | 3 376 | 3 120 | 3 253 | 417  | 239  | 336  | 285  | 287  | 266  | 204  | 187  |
| Počet domů     | 448   | 510   | 512   | 520   | 524   | 519   | 544   | 251  | 42   | 50   | 53   | 72   | 82   | 130  | 148  |

## Obecní správa

### Členění obce
Přední Výtoň se nečlení na části, má ale pět katastrálních území:
- Frýdava
- Jasánky
- Pasečná (včetně osady Svatý Tomáš)
- Přední Výtoň
- Zadní Výtoň

### Obecní symboly
Znak a vlajka byly obci uděleny rozhodnutím předsedy Poslanecké sněmovny Parlamentu České republiky dne 17. dubna 2009.

## Pamětihodnosti
- Kostel svatého Filipa a Jakuba – novogotický farní kostel, založený v roce 1384. Do novogotického stylu byl přestaven na konci 19. století, po druhé světové válce opuštěn a zrekonstruován v 90. letech 20. století.

- Schwarzenberský plavební kanál
- Zřícenina hradu Vítkův kámen

## Doprava
Na území obce je pro přeshraniční styk s Rakouskem hraniční přechod Přední Výtoň – Guglwald a  a přechody na turistických stezkách Ježová – Iglbach a Koranda - St. Oswald.

## Osobnosti
- Heinrich Micko (1899–1969), spisovatel a německý nářeční básník